# Morfismo
In matematica, per morfismo si intende in generale una astrazione di un processo che trasforma una struttura astratta in un'altra mantenendo alcune caratteristiche "strutturali" della prima. Va notato che non si esclude che un morfismo trasformi una struttura in se stessa (v.o. endomorfismo e automorfismo). 
Gli esempi più tangibili e utili di morfismi sono quelli nei quali il processo si esprime con una funzione o applicazione che trasforma un insieme sostegno di una prima struttura algebrica nell'insieme sostegno di una seconda struttura o in una sua parte conservando determinate caratteristiche strutturali. Più in concreto consideriamo una struttura algebrica S caratterizzata da alcune operazioni finitarie (ad es. un campo numerico): una applicazione che trasforma S in una struttura della stessa specie e mantiene la forma delle espressioni si dice omomorfismo tra le due strutture.
Morfismi molto concreti sono quelli che riguardano strutture discrete tangibilmente costruibili: fondamentali tra questi sono i morfismi tra grafi, applicazioni che mantengono le relazioni di adiacenza. Collegati a questi vi sono i morfismi tra poliedri, casi particolari di morfismi tra configurazioni geometriche, strumenti di base per lo studio delle proprietà geometriche più "sostanziali" (v. gruppo di simmetria). Generalizzando questi ultimi si incontrano i morfismi che sussistono tra due strutture topologiche: questi sono le funzioni continue.
La nozione di morfismo risulta quindi centrale nella matematica e in particolare per l'algebra astratta e per la geometria. Lo studio generale dei morfismi si colloca nella teoria delle categorie.

## Trattazione formale
Nota: per visualizzare il concetto è utile sempre ricollegarsi al caso particolare in cui gli oggetti sono insiemi e i morfismi semplici funzioni
In una categoria, una classe di morfismi è una delle due classi che contribuisce a definire tale categoria. Ogni morfismo è caratterizzato da un oggetto sorgente (il dominio) e un oggetto obiettivo (il codominio) appartenenti alla classe degli oggetti (o meglio, è definita una funzione che a ogni morfismo fa corrispondere una coppia di oggetti). La totalità dei morfismi da un oggetto {\displaystyle A} a un oggetto {\displaystyle B} è un insieme e si indica solitamente con {\displaystyle \mathrm {Hom} (A,B)}. Esso deve soddisfare le proprietà seguenti:
- per ogni terna {\displaystyle X,Y,Z} appartenenti alla classe di oggetti esiste un'operazione binaria {\displaystyle \mathrm {Hom} (X,Y)\times \mathrm {Hom} (Y,Z)\to \mathrm {Hom} (X,Z)}, cioè un'operazione, detta composizione di morfismi, che dato un morfismo da {\displaystyle X} a {\displaystyle Y} e uno da {\displaystyle Y} e {\displaystyle Z} ne associa uno da {\displaystyle X} a {\displaystyle Z}. La composizione di {\displaystyle f\colon X\to Y} e {\displaystyle g\colon Y\to Z} è solitamente indicata con {\displaystyle g\circ f}.
- l'operazione di composizione appena definita deve soddisfare la proprietà associativa, cioè

{\displaystyle h\circ (g\circ f)=(h\circ g)\circ f}
ogni qualvolta tali operazioni sono possibili.
- Per ogni oggetto deve esistere un morfismo {\displaystyle \mathrm {id} } detto identità "neutro" rispetto alla composizione, cioè tale che per ogni altro morfismo {\displaystyle f} e {\displaystyle g} componibile con esso risulti

{\displaystyle f\circ \mathrm {id} =f},
{\displaystyle \mathrm {id} \circ g=g}.

## Tipi di morfismi
Un morfismo {\displaystyle f\colon A\to B} si dice:
- omomorfismo se {\displaystyle A} e {\displaystyle B} sono strutture algebriche.
- monomorfismo se è iniettivo, cioè se {\displaystyle f(g_{1})=f(g_{2})} implica {\displaystyle g_{1}=g_{2}} per tutti i morfismi {\displaystyle g_{1},g_{2}\colon X\to A,\ \forall X}.
- epimorfismo se è suriettivo, cioè se {\displaystyle g_{1}(f)=g_{2}(f)} implica {\displaystyle g_{1}=g_{2}} per tutti i morfismi {\displaystyle g_{1},g_{2}\colon B\to X,\ \forall X}.
- bimorfismo se è biiettivo, cioè se {\displaystyle f} è contemporaneamente monomorfismo ed epimorfismo.
- isomorfismo se è invertibile, cioè se esiste un morfismo {\displaystyle g\colon B\to A} con {\displaystyle f(g)=\operatorname {id} _{B}} e {\displaystyle g(f)=\operatorname {id} _{A}}.
- endomorfismo se {\displaystyle A=B}.
- automorfismo se {\displaystyle f} è contemporaneamente endomorfismo e isomorfismo.
- omeomorfismo se {\displaystyle A} e {\displaystyle B} sono due spazi topologici, {\displaystyle f} è un isomorfismo e sia {\displaystyle f} che {\displaystyle f^{-1}} sono continue.
- diffeomorfismo se {\displaystyle A} e {\displaystyle B} sono varietà differenziabili, {\displaystyle f} è un isomorfismo e sia {\displaystyle f} che {\displaystyle f^{-1}} sono differenziabili.